# Avitabatrachus
Avitabatrachus uliana
Genre
Espèce
Avitabatrachus est un genre fossile de grenouilles préhistoriques qui vivaient au Crétacé, à l'époque du Cénomanien. Il n'est représenté que par l'espèce Avitabatrachus uliana.

## Présentation
Des fossiles d'A. uliana ont été trouvés dans la formation de Candeleros au nord-ouest de la Patagonie en Argentine. Il a été correctement décrit en 2000 et a ensuite été conclu comme étant le plus étroitement lié aux grenouilles de la famille des Pipidae. Par conséquent, il a été inclus dans les Pipimorpha. 

## Étymologie
Le nom du genre, Avitabatrachus, est dérivé des mots grecs avita signifiant "ancien" et batrachos signifiant "grenouille" ; il est ainsi appelé parce qu'il s'agit de la plus ancienne attestation de pipidés en Amérique du Sud. L'espèce porte le nom de Miguel Uliana.